# Stadt Meersburg
Der Raddampfer Stadt Meersburg war ein deutsches Dampfschiff, das der von 1902 bis 1960 auf dem Bodensee verkehrte. Benannt wurde es nach der Stadt Meersburg. Es war der letzte sogenannte Halbsalondampfer im Dienst der Großherzoglich Badischen Staatseisenbahnen.

## Geschichte

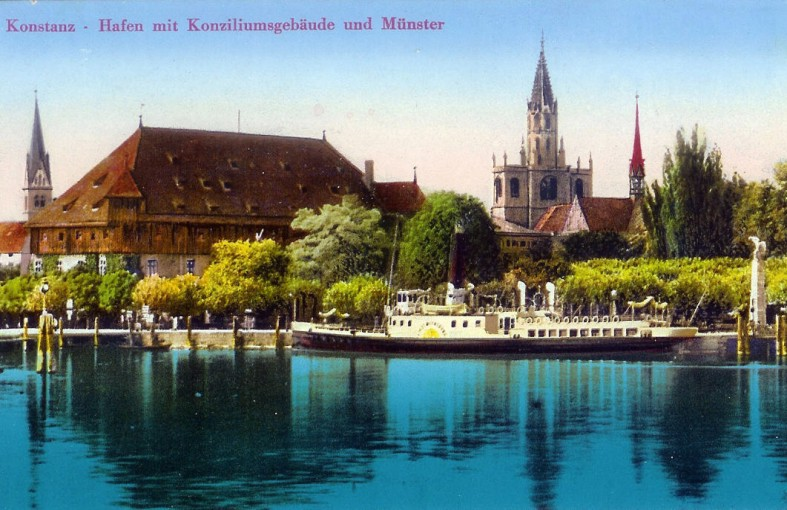
Die Stadt Meersburg um 1900 im Konstanzer Hafen, dahinter Konzilgebäude

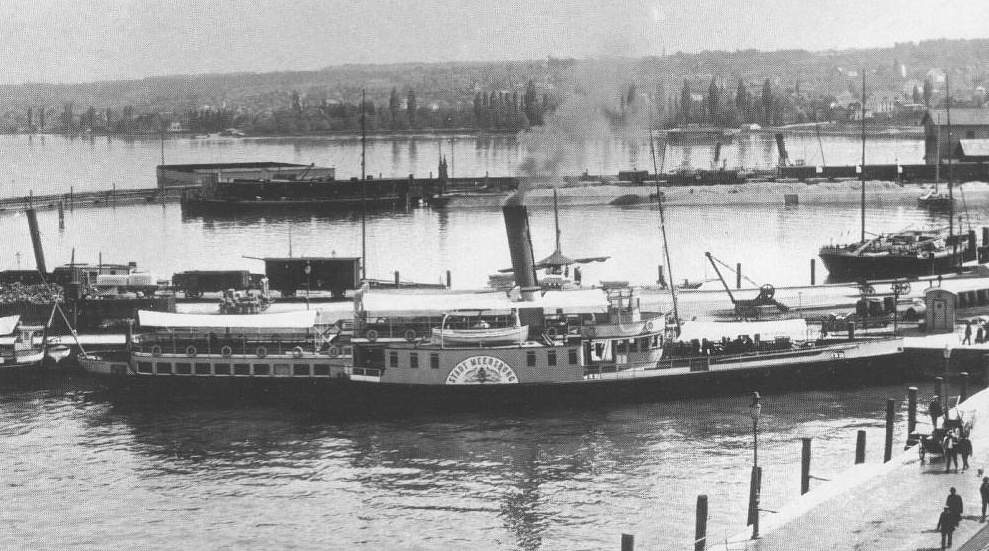
Das SD Stadt Meersburg um 1910 im Hafen Konstanz

Das Schiff wurde am 2. Juli 1902 als letzter Dampfschiff-Neubau für die Großherzoglich Badischen Staatseisenbahnen in Dienst gestellt, um den GD Leopold. Erbauerfirma war die Maschinenfabrik Gebrüder Sulzer in Winterthur. Als erstes Bodenseeschiff wurde die Stadt Meersburg mit einer Zweizylinder-Heißdampf-Maschinenanlage ausgerüstet.

### Maße
Die Leistung betrug im Normalbetrieb 614, bei forcierter Fahrt 790 PS. Während den Probefahrten erreichte die Stadt Meersburg eine Höchstgeschwindigkeit von 27,9 km/h. Die Länge in der Wasserlinie betrug 52,40 Meter bei 55 Metern Gesamtlänge und einer zulässigen Personenzahl von 600 Passagieren.

### Ausstattung
Wie bei der 1901 in Dienst gestellten Stadt Konstanz wurde der Hecksalon mit seinen Nebenräumen von der Stuttgarter Hofschreinerei Brauer & Wirth im Jugendstil eingerichtet. Die sogenannte Leseecke war durch buntbemalte Kathedralgläser vom Hauptsalon getrennt. Neben der Bugkajüte diente den Passagieren der II. Klasse ein kleiner Pavillon zwischen den vorderen Radkastenhälften als Aufenthaltsraum. Zusammen mit der Stadt Konstanz wurde die Stadt Meersburg überwiegend auf dem Obersee eingesetzt. Im Jahre 1922 wurde der ursprüngliche, noch aus der Länderbahnära übernommene dreifarbige Anstrich schwarz/weiß/beige aufgegeben und die Aufbauten wurden weiß gestrichen.

### Umbau

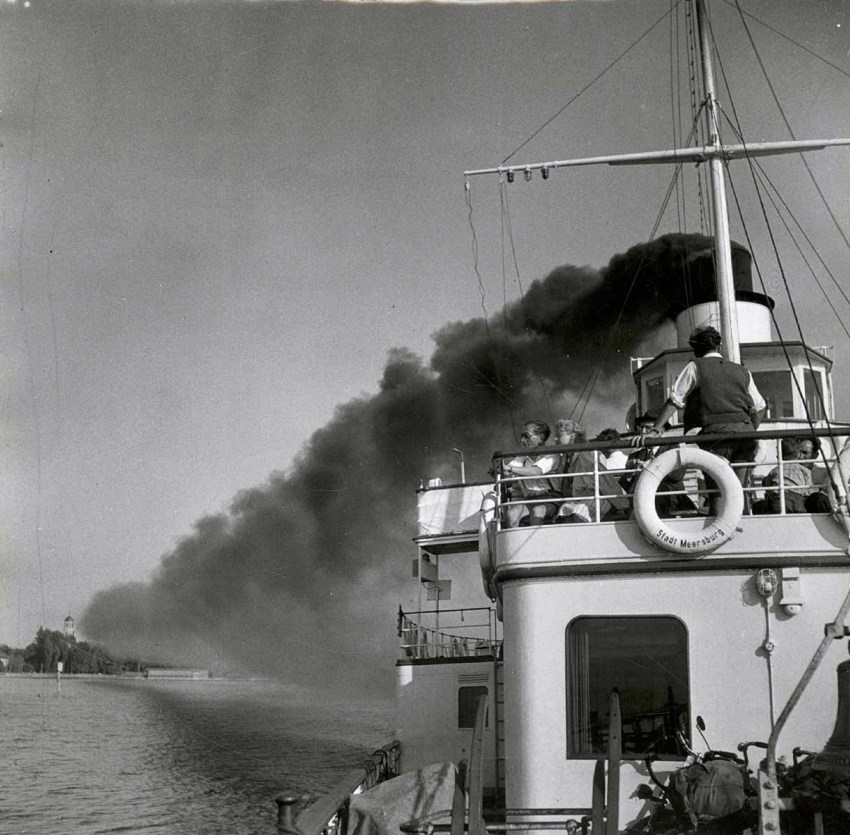
Detailaufnahme der Stadt Meersburg in den 1930er Jahren vor Langenargen

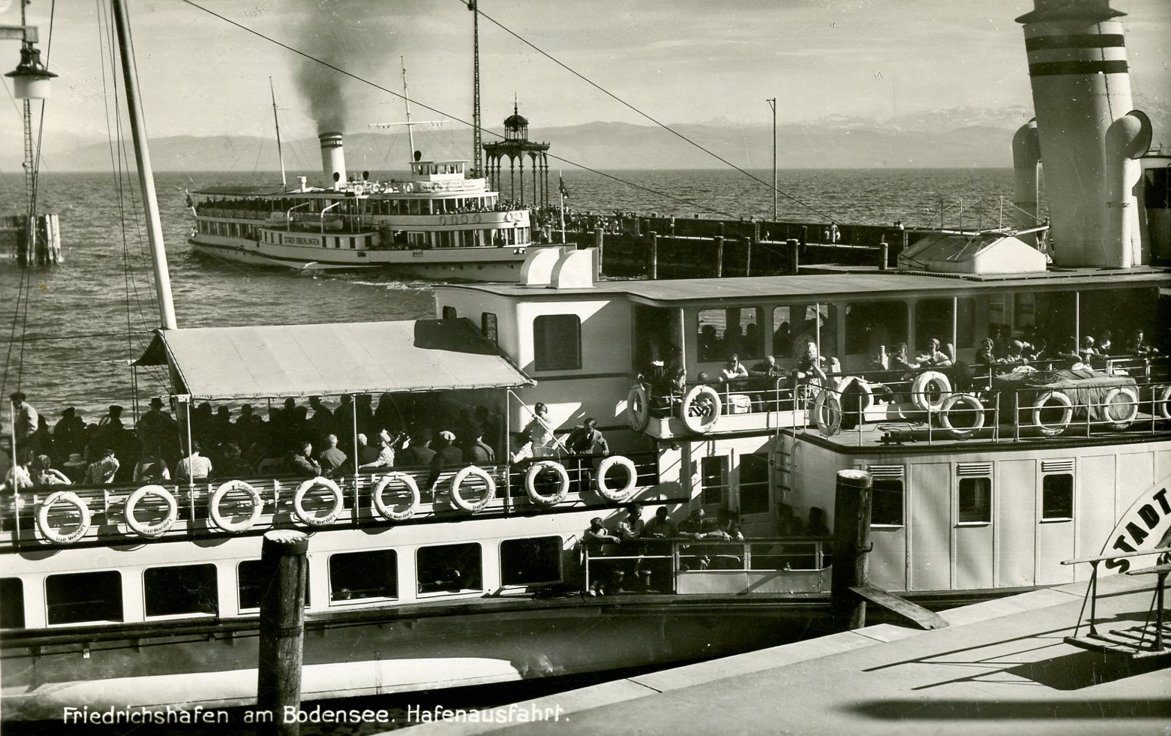
SD Stadt Überlingen und SD Stadt Meersburg in der Mitte der 1930er Jahre in Friedrichshafen

Im Winterhalbjahr 1933 wurde das Schiff von der Bodan-Werft in Kressbronn ähnlich der bayrischen Lindau zu einem zeitgemäßen Salondampfer umgebaut. Dieser Umbau wich insofern von den anderen Varianten ab, als der Rauchsalon in der hinteren Hälfte des Oberdecks aufgebaut wurde, an den sich ein Stiegenhaus anschloss. Der vordere Teil des Oberdecks wurde durch eine Glasabschlusswand geschützt. Im Winterhalbjahr 1934/35 wurden unter der Anleitung des Fachpersonals aus der Bodan-Werft an beiden Seiten des Vor- und Hinterschiffs Stabilitätsanbauten in der Form neuentwickelter Satteltanks mit abgeschrägten Kanten im Bereich der Schaufelräder angebracht. Durch diesen Umbau erhöhte sich die Leertonnage von ursprünglich 253 Tonnen auf 289 Tonnen. Die ursprüngliche Höchstgeschwindigkeit wurde dadurch nicht mehr erreicht. Die maximale Geschwindigkeit betrug nach dem Umbau bei 49,5/min 26 km/h.
Das jetzt für 800 Personen zugelassene Schiff verkehrte fast den ganzen Zweiten Weltkrieg hindurch und konnte ab Dezember 1945 nach Genehmigung durch die französischen Besatzungsbehörden wieder auf dem Obersee eingesetzt werden. Im Jahre 1948 wurde der 1943 aufgetragene graue Tarnanstrich entfernt und wieder durch einen weißen Anstrich ersetzt. Im September 1959 wurde das Schiff für drei Wochen nach Friedrichshafen verlegt.

## Das Ende
Seine letzte Fahrt absolvierte das Dampfschiff Stadt Meersburg am 11. September 1960 und wurde schon einen Tag später aus der Flottenliste gestrichen. Als Ersatz wurde die Hohentwiel nach Konstanz verlegt. Im Winterhalbjahr 1961/62 wurde der Dampfer in Konstanz abgewrackt und 1962 erhielt der Hafen Konstanz das neue MS München. Die Schiffsglocke der Stadt Meersburg wurde von der Schienerberg übernommen, nachdem das Motorschiff 1964 den Namen Meersburg erhielt.